# The Nanny’s Secrets
The Nanny’s Secrets (Originaltitel: The Watchful Eye) ist eine US-amerikanische Thrillerserie, die von ABC Signature und Ryan Seacrest Productions für die Walt Disney Company umgesetzt wurde. Die Premiere der Serie fand am 30. Januar 2023 auf dem US-Kabelsender Freeform statt.
Die Serie wurde nach der Staffel eingestellt.

## Handlung
Elena Santos, eine junge Frau, blickt auf eine komplizierte Vergangenheit zurück und versucht nun, ihren Lebensunterhalt als Kindermädchen für eine wohlhabende Familie in Manhattan zu bestreiten. Die Familie, für die Elena arbeitet, lebt in einem Apartmenthaus. Schnell stellt sie fest, dass jeder Bewohner des mysteriös anmutenden Gebäudes schmutzige und schockierende Geheimnisse und verborgene Beweggründe hat. Aber niemand von ihnen ahnt, dass auch Elena Leichen im Keller hat, die sie zu verbergen versucht.

## Besetzung und Synchronisation
Die deutschsprachige Synchronisation entstand nach den Dialogbüchern von Max Felder, Felicitas Halm, Mohammad Soueidan und Christian Langhagen sowie unter der Dialogregie von Max Felder durch die Synchronfirma Arena Synchron in Berlin.

### Hauptdarsteller
| Rolle               | Schauspieler        | Synchronsprecher         |
| ------------------- | ------------------- | ------------------------ |
| Elena Santos        | Mariel Molino       | Özge Kayalar             |
| Matthew Ward        | Warren Christie     | Manou Lubowski           |
| Tory Ayres          | Amy Acker           | Cathlen Gawlich          |
| Scott Macedo        | Jon-Michael Ecker   | Ricardo Richter          |
| Ginny Welles        | Aliyah Royale       | Marie Hinze              |
| Elliott Schwartz    | Lex Lumpkin         | Oscar Räuker             |
| Jasper Ward         | Henry Joseph Samiri | Moritz Ost               |
| Mrs. Charlotte Ivey | Kelly Bishop        | Kerstin Sanders-Dornseif |

### Nebendarsteller
| Rolle             | Schauspieler        | Synchronsprecher   |
| ----------------- | ------------------- | ------------------ |
| Alex Toubassy     | Baraka Rahmani      | Josephine Martz    |
| Kim Stewart       | Clare Filipow       | Jenny Löffler      |
| Dr. Dick Ayres    | Christopher Redman  | Karlo Hackenberger |
| Darcy Ayres       | Megan Best          | Emily Gilbert      |
| Bennet Ayres      | Grace Kaufman       | Julie Bonas        |
| Roman Vasquez     | Andres Velez        | Sebastian Fitzner  |
| James Gianfranco  | Lachlan Quarmby     | Amadeus Strobl     |
| Jocelyn Morrow    | Elyse Maloway       | Maria Hönig        |
| Allie Ward        | Emily Tennant       | Dascha Lehmann     |
| Otis Winthrop III | Aaron Douglas       | Romanus Fuhrmann   |
| Ronnie            | Jacqueline Obradors | Victoria Sturm     |
| Teo               | Joaquin Obradors    | Vincent Borko      |
| Cecil Maphala     | Dhirendra           | Axel Strothmann    |
| Candace Brandt    | Bronwen Smith       | Ilka Teichmüller   |

### Episodendarsteller
| Rolle                  | Schauspieler    | Synchronsprecher   |
| ---------------------- | --------------- | ------------------ |
| Hector Malo            | Tim Perez       | Christian Intorp   |
| Captain Doyle          | Nneka Croal     | Katja Schmitz      |
| Morgan                 | Ayumi Patterson | Birte Baumgardt    |
| Alistair Greybourne    | Peter O'Meara   | Dirk Bublies       |
| Iris Greybourne        | Rhonda Dent     | Dana Friedrich     |
| Dr. Arlene Franklin    | Lossen Chambers | Aline Staskowiak   |
| Officer Hollis Passman | Ardy Ramezani   | Sebastian Achilles |

## Episodenliste
| Nr. | Deutscher Titel               | Originaltitel               | Erstausstrahlung (USA) | Deutschsprachige Erstveröffentlichung (D/A/CH) | Regie                       | Drehbuch                     |
| --- | ----------------------------- | --------------------------- | ---------------------- | ---------------------------------------------- | --------------------------- | ---------------------------- |
| 1   | Allein unter Haien            | Hen in the Fox House        | 30. Jan. 2023          | —                                              | Jeffrey Reiner              | Julie Durk                   |
| 2   | Versteckspiel                 | Hide and Seek               | 30. Jan. 2023          | —                                              | Jeffrey Reiner              | Emmylou Diaz                 |
| 3   | Die Nanny, die zu viel wusste | The Nanny Who Knew Too Much | 6. Feb. 2023           | —                                              | Charissa Sanjarernsuithikul | Chloé Hung                   |
| 4   | Die Nanny verschwindet        | The Nanny Vanishes          | 13. Feb. 2023          | —                                              | Jeffrey Reiner              | Alicia Carroll               |
| 5   | Alles Lüge                    | Stairway to Eleven          | 20. Feb. 2023          | —                                              | Shana Stein                 | Lenn K. Rosenfeld            |
| 6   | Rettet New York               | Save New York               | 27. Feb. 2023          | —                                              | Joy T. Lane                 | Jordan Roter                 |
| 7   | Zappenduster                  | Out Like a Light            | 6. März 2023           | —                                              | Patricia Cardoso            | Emmylou Diaz & Elyse Morales |
| 8   | Verzaubert                    | Spellbound                  | 13. März 2023          | —                                              | Daniel Willis               | Rebecca Kirsch               |
| 9   | Der Schlangenzahn             | The Serpent's Tooth         | 20. März 2023          | —                                              | Michael Trim                | Alex Levy & Michael V. Ross  |
| 10  | Überfreundlich                | Hale Fellow Well Met        | 27. März 2023          | —                                              | Jeffrey Reiner              | Emily Fox                    |